# Тринадцатое Созвездие
«Трина́дцатое Созве́здие» (с 2007 по 2014 гг. носила название «Sozvezdиe») — российская рок-группа.

## История группы
Группа существует с начала 90-х годов. Точной даты рождения не имеет. Через группу прошло много музыкантов.
Неизменным является лидер группы — Дмитрий Судзиловский «Судзуки» (вокалист и автор большинства песен). Он говорит по этому поводу говорит так:
 «Просто непонятно, что считать за начало. Электрический состав был собран тогда, когда первые альбомы были уже записаны. Первые альбомы и за альбомы-то считать трудно. Но тогда я назвал их „альбомами“, и теперь считаю магнитографию, начиная с них. Под две-три акустические гитары мы тогда эпизодически выступали, но это нельзя было назвать группой» 
 Сам Дмитрий Судзиловский считает началом существования группы ещё более ранний период, когда он во время службы в Советской Армии на Западной Украине записал со своим однополчанином Алексеем Кривобоченко свои песни на кассетный магнитофон. Алексей умел играть на барабанах, но ударной установкой во время той записи ему служили перевёрнутые вверх дном коробки от посылок. Палочки были наломаны с растущих рядом деревьев. Дмитрий же пел и играл на акустической гитаре. На полигоне, где он служил, гитара была одна, и переходила (как эстафета) от призыва к призыву. Только запасных струн взять было негде, так как полигон этот был в лесу, и вместо струн ребята натягивали телефонные провода.
 История группы «Тринадцатое Созвездие» началась в 1988 г., когда Дмитрий «Судзуки» Судзиловский и Алексей Кривобоченко во время их службы в рядах Советской Армии на Западной Украине решили создать собственный коллектив. Сначала группе было дано название «Старые Трусы». А потом Судзуки вспомнил идею своего соседа Дмитрия Здорова, предложившего ранее название «Тринадцатое Созвездие», как символ нового созвездия зодиака Энциклопедия русского рока
Первый альбом официальной магнитографии был записан в Москве, в студи Щукинского театрального училища, в 1992 году. Назывался он «Новые Края». Почти все инструментальные партии на нём сыграл на синтезаторе студент того училища (будущий актёр) Виктор Бакин. Альбом писался, что называется, сходу. Виктор песен не знал, и импровизировал по ходу, иногда промахиваясь мимо гармоний. В двух песнях на альбоме партию акустической гитары сыграл Эдуард Радзюкевич, тогда тоже студент «Щуки», а ныне популярный актёр и режиссёр («6 кадров», «Всё включено» и т. п.)
Второй альбом «Полигон» был записан в том же 1992 году, под две акустические гитары, во время выступления Дмитрия Судзиловского и Серея Дидяева в рок-кабаре «Кардиограмма», Алексея Дидурова. Что касается третьего альбома «Неспетая Песня», то он был записан на квартире, в течение одного дня, причём (как и в случае с первым альбомом) песни все принимающие в записи музыканты слышали впервые (кроме самого Дмитрия, конечно).
Первый студийный альбом группы появился на свет в 1993 году. К этому времени уже собрался первый электрический состав Тринадцатого Созвездия. В него входили:
- Дмитрий Судзиловский — вокал, гитара, автор песен.
- Андрей Бунин (позже сменивший фамилию на Атланов) — скрипка, гитара, автор некоторых композиций.
- Андрей Белов — гитара
- Михаил Митрофанов — бас
- Игорь Зубов — барабаны.

Альбом получил название «Где-то на земле», и был записан в знаменитой (тогда) студии Гнесинского училища (звукорежиссёр Максим Лебедев). Там же были записаны и два следующих альбома: «Сон Никанора Ивановича» (1994) и «Понемногу становлюсь я дураком» (1995). На записи этих альбомов состав Тринадцатого Созвездия уже немного отличался от первого. На бас гитаре играл Ян Слуцкер, а на второй гитаре Алексей Филатов (имеющий в составе Тринадцатого Созвездия псевдоним «Филонов»). В альбоме «Сон Никанора Ивановича» между песнями звучат отрывки из романа Михаила Афанасьевича Булгакова «Мастер и Маргарита». Прочитал их Сергей Дидяев, который вскоре после этого становится бас гитаристом группы, сменив Яна Слуцкера (уехавшего на ПМЖ в Германию). Сергей Дидяев имел прозвище (или творческий псевдоним) «Пупок». Впоследствии он станет вторым фронтменом группы, автором многих песен и текстов к песням, и самым постоянным (кроме самого Дмитрия Судзиловского) участником Тринадцатого Созвездия, проиграв в ансамбле до 2010 года.
В период с 1993 по 1996 год группа Тринадцатое Созвездие даёт регулярные концерты во всех существовавших тогда московских клубах, сопровождающиеся хорошей посещаемостью зрителей, драйвом и позитивным настроем.
К 1996 году группа «Тринадцатое Созвездие» превращается в трио:
- Дмитрий Судзиловский — вокал
- Андрей Белов — гитара
- Сергей Дидяев — бас.

Написание песен в этот период почти равномерно распределяется между тремя участниками коллектива. Кроме них через группу в этот период кратковременно проходят: гитарист Сергей Шумов («Барсик»), кларнетист Павел Лукашин, барабанщик Владимир Гугнин («Джохн») и барабанщик Павел Сальма. На записи альбомов группа использует электронные барабаны. Таким образом, были записаны альбомы «Трепыхаться не стоит» (1996), «Пошлость» (1996) (студия «Магрис» (звукорежиссёр Миша Гришин («Бигыч»))), «Шансон» (1998) (студия «MYM» (звукорежиссёр Михаил Митрофанов)), «Колобок» (2001) (студия «SNS» (звукорежиссёр Евгений Трушин) и студия «Дай» (звукорежиссёр Евгений Виноградов)). В половине песен на альбоме «Колобок» партия бас гитары принадлежит вновь пришедшему в группу музыканту Дмитрию Стукалову («Менделеичу»). А сказку про Колобка между песнями читает актёр Александр Коручеков.
Именно в этот период группа начинает выезжать с концертами в другие города и на фестивали. Первые гастроли были в 1996 году в город Санкт-Петербург, где Тринадцатое Созвездие отыграло концерты в легендарных клубах «TaMtAm» и «Арт-Клиника». А первым фестивалем для группы стал фестиваль «Катунь» (2000).
На этот же период приходится запись ещё нескольких проектов:
- Во-первых, это альбом «Рэп Русских Равнин» (или «Р. Р.Р.»), являющийся сольным проектом Андрея Белова. Записывался он на студии «MYM». Звукорежиссёр Ян Сурвилло. Партии бас гитары сыграл Дмитрий Стукалов («Менделеич»). Ему же принадлежит второй вокал на альбоме. Одну песню спел Дмитрий Судзиловский. В альбом вошли песни, написанные Андреем Беловым на стихи Дмитрия Быкова, Владимира Набокова и Николая Гумилёва. Впоследствии альбом был включён в официальную магнитографию Тринадцатого Созвездия. Но (так как он сильно отличается от других альбомов группы по стилистике) далеко не во всех случаях упоминается, среди номерных альбомов группы. На CD он так и не выходил.
- Во-вторых, это проект «Временное Правительство», с альбомом «Союз 720», где музыканты Тринадцатого Созвездия переиграли в роке популярные на тот момент хиты российской поп индустрии. Причём, только те, которые в оригинале исполнялись женщинами. В записи этого альбома участвовали: Дмитрий Судзиловский «Судзуки», Сергей Дидяев («Пупок»), Андрей Белов и Михаил Митрофанов, собравший к тому моменту очередной музыкальный коллектив, под названием «Тесно».
- И, в-третьих, это альбом, который впоследствии получит название «Театр — Live» (изначально он вышел на аудиокассетах, под названием «Best-Live»). Это был (и остаётся) единственный концертный альбом Тринадцатого Созвездия.

После записи альбома «Колобок» состав группы стал стремительно меняться. Андрей Белов ушёл на постоянную работу в группу «7Б», где получил псевдоним «Пушкин». Место гитариста в Тринадцатом Созвездии на несколько лет занял Костик Ребеченков, которого в 2004 году сменил Иван Тимошенко. За барабанами оказался Игорь Коваленко («Гарик Ветерок»), уроженец города Макеевка, что рядом с Донецком. «Я лучший барабанщик Украины» — любил говорить Гарик, но в 2004 году за ударной установкой в Тринадцатом Созвездии его сменил Сергей Винник (по прозвищу «Сын»). Сергей Дидяев откладывает бас, сменив его на роль второго гитариста группы. А бас гитаристом становится Дмитрий Стукалов («Менделеич»), являющийся также основным аранжировщиком и автором многих композиций, написанных и записанных группой в тот период. Тексты для песен, как и раньше, пишут Дмитрий Судзиловский («Судзуки»), и Сергей Дидяев («Пупок»). Звукорежиссёром на концертах Тринадцатого Созвездия в этот период работает Михаил Гришин («Бигыч»).
Основным итогом того периода стал альбом «А на нашей улице Весна», запись которого продолжалась четыре года на студии Игоря Бабенко (звукорежиссёр Анатолий Мешаев), и студии Влада Афанасова в городе Видное (звукорежиссёры Влад Афанасов и Сергей Грошев).
Символизм весеннего обновления целиком окутал творчество «ТС». Они обнаруживают свежий подход не только в тематике текстов, но и в новом звучании, в аранжировочных приемах. Альбом «А на нашей улице весна» — фактически первая попытка группы сделать безупречный продукт на высоком профессиональном уровне. Новое музыкальное лицо группа получила в результате прихода в состав Дмитрия Стукалова («Менделеича») «OPEN MUSIC»
Этот альбом богат гостевым участием. Партию гитар для многих песен сыграл гитарист ансамбля Аллы Пугачёвой Александр Венгеров, партия губной гармошки в одной из песен принадлежит Владимиру («ВоФке») Кожекину, партии ударных для двух песен прописал Дмитрий Севастьянов, а для песни «Рок-н-ролл надувает наши паруса» — Дмитрий Хакимов («Snake»), играющий тогда в ансамбле Наив. Что касается приглашённых вокалистов, то это: Дмитрий Спирин («Сид»), Александр Чернецкий, Вадим Степанцов, Дан Раковский, Валерий Скородед, Сергей Чиграков («Чиж»), Елена Никитаева, Ксения Сидорина («Блондинка Ксю»), Илья Островский, Андрей Селиванов (который спел песню собственного сочинения) и даже вокалист ансамбля «Сябры» Анатоль Ярмоленко, спевший в дуэте с Дмитрием кавер версию легендарной сябровской песни «Алеся». На несколько песен из альбома были сразу же сняты видеоклипы, оператором, режиссёром и монтажёром которых стал сам Дмитрий Судзиловский. Самым популярным видеоклипом становится «Рок-н-ролл надувает наши паруса», с участием всё тех же: Дмитрия Спирина («Сида»), Александра Чернецкого, Вадима Степанцова, Дана Раковского, Валерия Скородеда, Владимира Кожекина, Дмитрия Хакимова и Ксении Сидориной («Блондинки Ксю»), Альбом вышел на CD в 2005 году. Презентация его состоялась в Московском клубе «Б2»
Кроме этого группа Тринадцатое Созвездие в этот период принимает участие в трибьют пластинке группы Аквариум, в проекте «Мы Победили» (песни о В. О.В.), инициатором и продюсером которой являлся сам Дмитрий Судзиловский. А также «Судзуки» (Дмитрий Судзиловский) и Пупок (Сергей Дидяев) в качестве приглашённых гостей участвуют в проекте группы Наив «Живой и невредимый», посвящённом 15-летию Наива (выходил и на CD и на DVD).
Тринадцатое Созвездие продолжает гастролировать, и участвовать в фестивалях. Самый громкий фестиваль того периода, в котором участвовала группа, было байк-шоу Ночных Волков, под Санкт-Петербургом (посвящённый 300-летию города на Неве). В тот период кратковременно через группу проходят также барабанщик Вадим Чистяков, барабанщик Михаил Юдин и гитарист Александр Чекушкин.
В 2006—2007 году состав ансамбля вновь кардинально меняется. Группу покидают Дмитрий Стукалов, Иван Тимошенко, Сергей Винник. Из предыдущего состава остаются только Дмитрий Судзиловский («Судзуки») и Сергей Дидяев («Пупок»). Правда к ним вновь присоединяется Андрей Белов. Но сочетать работу в Тринадцатом Созвездии с работой в 7Б ему не удаётся, и через два года его сменяет гитарист Павел Сладков («Конфеткин»). За ударной установкой оказывается Сергей Левченко, а бас гитару берёт лидер панк-группы «Бензобак» Кирилл Горохов. Группа записывает очередной альбом «Принцип Жёсткой Нарезки» (2007).
 Музыкальный стиль, в котором выдержан альбом ПРИНЦИП ЖЁСТКОЙ НАРЕЗКИ, сами участники группы СОЗВЕЗДИЕ шутливо называют «финский рок». Альбом звучит современно и драйвово. Несмотря на эклектичность (в альбоме присутствуют элементы хардкора, панка, ска), песни выдержаны в одной концепции и логично сменяют одна другую «FUZZ» № 4, 2008
Модный тяжёлый саунд альбома, и большое количество хитовых песен в нём, сразу привлекли к группе новых поклонников Starchat*ru
В процессе работы над альбомом «Принцип Жёсткой Нарезки» группа решается на частичную смену названия. Музыканты отказываются от числа «13», и группа теперь называется просто «Созвездие». При том, решено писать название английскими буквами, но две последних буквы русские, что бы не было аналогии с английским словом «смерть» в конце названия. Теперь группа называется «SOZVEZDИЕ» (но в 2014 году группе вернут прежнее название «Тринадцатое Созвездие»). В новых альбомах музыканты активно переигрывают некоторые песни из старого репертуара Тринадцатого Созвездия.
 Отказавшись от возможно несчастливого числа «13» в названии своей группы, ТРИНАДЦАТОЕ СОЗВЕЗДИЕ стали именоваться просто — SOZVEZDИЕ. И выпустили интересный, современный альбом «Принцип Жёсткой Нарезки», в котором есть всё: и панк, и хардкор, и депрессивный медляк, и даже ска-песня «Rockcor» № 3, 2008
Кроме альбома «Принцип Жёсткой Нарезки» (2007), в таком составе группа записывает ещё два диска: «Третий Рим» (2009) и «Реабилитация Мозга» (2011). На записи этих альбомов барабанщик группы Сергей Левченко проявил себя как мультиинструменталист. Ему принадлежат (кроме партий ударных и перкуссий) многие партии гитар, клавишных и баса. Он же являлся аранжировщиком, звукорежиссёром, саунд продюсером и автором некоторых композиций для этих альбомов. Запись и сведение этих альбомов также дело его рук. Опять не обошлось без гостевого участия: На альбоме «Принцип Жёсткой Нарезки» партию труб сыграл музыкант ансамбля «Элизиум» Александр Комаров. А в песне «Время пришло» в качестве приглашённых вокалистов выступили Руслан Гвоздев («Пурген») и Славик «Дацент» Бирюков (Distemper).
В этот же период Дмитрий Судзиловский запускает другой музыкальный проект, получивший название «Судзуки и Сочувствующие» Под этим названием записываются два альбома: «Точка Невозврата» (2008) и «Я в пути» (2009). Альбом «Я в пути» почти полностью состоит из переигранных песен со старых альбомов Тринадцатого Созвездия. От Тринадцатого Созвездия проект «Судзуки и Сочувствующие» отличает мягкость звучания и лиричность композиций.
 Но вот что интересно, Судзуки всю свою сознательную музыкальную жизнь занимался рок-музыкой — тяжелой и не очень. Группа, возглавляемая им, поменяла название с «Тринадцатого Созвездия» на лаконичное — «Sozvezdие» и обрела популярность в кругах почитателей отечественного рока. Судзуки никогда не придерживался чёткой музыкальной колеи, смело экспериментировал со стилями и направлениями, но всегда ставил во главу угла Песню. Несмотря на всю эклектичность альбомов «Sozvezdия», задуманный лирический проект, по мнению артиста, никак не вписывался в рамки фирменного саунда группы. И хотя «товарищи по несчастью», объединившиеся в работе над новым материалом, все до единого — рок-музыканты, стало ясно, что это уже не рок, а что-то другое. Нечто гораздо более легкое и романтичное. Бывший гитарист «Тринадцатого Созвездия», а ныне музыкант группы «7Б» Андрей Белов предложил на первый взгляд странное и в то же время ироничное название — «Судзуки & сочувствующие» «Салон AUDIO VIDEO» № 02, 2009
Проект «Судзуки и Сочувствующие» — это уже не рок-музыка. Сам Дмитрий Судзиловский называет это «шансон». Отличительная черта проекта также большое количество приглашённых музыкантов, участвовавших в записи. Это и лидер ансамбля «Тайм-Аут» Павел Молчанов (сыгравший все партии саксофона), и баянист Рушан Аюпов, басисты Колян Богданов и Иван Изотов, трубачи Александр Комаров и Мирза Мирзоев, и многие другие. Одну песню на альбоме «Я в пути» записывают музыканты цыганского ансамбля «Кармен». В основу же альбома «Точка Невозврата» ложится любовная история, произошедшая с Дмитрием, которой он посвятил одноимённую книгу («Точка Невозврата»). В записи обоих альбомов проекта «Судзуки и Сочувствующие» приняли участие и экс музыканты Тринадцатого Созвездия (Дмитрий Стукалов, Михаил Митрофанов, Ян Слуцкер, Андрей Белов). Основным же музыкантом, а также аранжировщиком, саунд продюсером, звукорежиссёром и автором многих композиций вновь стал Сергей Левченко.
В этот период группа Тринадцатое Созвездие продолжает активно гастролировать по городам России и Украины, и участвовать в фестивалях. Самыми громкими фестивалями, с участием группы, в тот период стали: Старый Новый Рок, Эммаус, Торнадо, Мотоярославец, А и Б Фестиваль, фестиваль «Нівроку» (Западная Украина), а также байк-шоу Ночных Волков в Севастополе, Новороссийске и Волгограде.
Музыкальный стиль группы — рок во всём его многообразии. Музыканты не признают никаких рамок — в богатой дискографии коллектива есть альбомы с уклоном в металл, панк-рок и альтернативу, есть лирические мелодичные альбомы «Московский Музыкант» № 05, 2008
Однако, несмотря на все изменения, отличительной особенностью «Созвездия» остаётся тяжёлое гитарное звучание с применением электронных обработок, а также насыщенные энергетикой порой весьма жёсткие тексты «Салон AUDIO VIDEO» № 09, 2007
В 2010 году группу покидает самый старый её участник — Сергей Дидяев («Пупок»).

Неизменным остаётся только лидер и вокалист группы Дмитрий Судзиловский («Судзуки»). Он же выступает и автором большинства песен ансамбля.

На многих концертах в составе Тринадцатого Созвездия играет трубач и клавишник Мирза Мирзоев.

С декабря 2010 года Сергея Левченко за барабанами на концертах заменяет Юлиана (Юлия) Нестерова, но 13 июля 2012 года Юлия на мотоцикле попала в тяжёлую аварию в Москве на улице Обручева, и за ударной установкой в группе оказывается Роман Баранюк (кроме того, играющий в группе «Ульи»). Роман принимает участие почти во всех концертах ансамбля вплоть до 2014 года, когда место за ударной установкой вновь постоянно занимает Сергей Левченко.
В 2014 году группа выпускает альбом «Мы отсюда родом», состоящий из кавер-версий известных песен 70-х и 80-х годов XX века.
С выходом этого альбома группа возвращает себе своё старое название «Тринадцатое Созвездие».
Параллельно Дмитрий Судзиловский и Сергей Левченко записывают две рэп композиции («Рэп про паруса» и «Рэп про бег по кругу») для будущего рэп альбома (на обе композиции снимаются клипы), а также нашумевшую песню «Украинцы убивают Украинцев», посвящённую политическому кризису на Украине. Запись этой песни положила начало работе над новым альбомом «Война и Мир», который полностью был записан к лету 2015 года. Первые несколько песен в альбоме «Война и Мир» (как и песня «Украинцы убивают Украинцев») посвящены событиям на Украине. Остальные же песни о любви, романтике, дружбе и женщинах. В альбоме присутствует песня «Крылья голубей», автором которой является Михаил Митрофанов. А также несколько песен авторства не участников «Тринадцатого Созвездия» (песни Константина Арбенина, Владимира Алексеева, а также легендарная песня «Хотят ли русские войны» Эдуарда Колмановского и Евгения Евтушенко). Как и при записи нескольких предыдущих альбомов основную работу по записи, аранжировкам и музыкальной составляющей проделал Сергей Левченко.
Летом 2016 года была закончена работа и над Рэп альбомом «Буря в стакане». В альбом вошли девять композиций. Автор текста — Дмитрий Судзиловский, автор музыки — Сергей Левченко. Одна композиция альбома («Бармалей») написана на стихи Сергея «Пупка» Дидяева. Ещё одна («Я убит подо Ржевом») на стихи Александра Твардовского, с припевами Владимира Высоцкого (припевы исполнил вокалист группы «Декабрь» Михаил Семёнов). Кроме Михаила Семенова в альбоме приняли гостевое участие — Александр Чернецкий, Игорь Куприянов, Валерий Скородед (они исполнили фрагменты из собственных песен, включённые в новые композиции), а также Вячеслав «Дацент» Бирюков, Анна Сахарова, Александра Лобанова, Валерия Бегутова, спевшие по ролям песню «Бегемот» (партию баяна в ней сыграл Рушан Аюпов).
Едва закончив работу над рэп альбомом музыканты приступили к записи следующего альбома «Чужие Среди Своих», запись которого была завершена в 2018 году (релиз альбома состоялся в 2019 году).
На многих концертах Тринадцатого Созвездия в качестве гитариста с лета 2016 года участвует Олег Иваненко (известный по работе в группах «Фиги», «Приключения Электроников»), первоначально подменяя Павла Сладкова, а в дальнейшем став основным гитаристом группы (вместо Павла Сладкова)
В 2019 году Тринадцатое Созвездие принимает участие в записи кавер-альбомов, приуроченных к юбилеям Булата Окуджавы и Юрия Визбора, и участвует в телепрограмме «Квартирник у Маргулиса», приуроченной к юбилею Юрия Визбора.
В 2020 и 2021 году группа Тринадцатое Созвездие даёт концерты в Москве в двух отделениях, где на сцену выходят два состава. В первом отделении состав в более лёгком шансон звучании исполняет старые песни из репертуара группы (Дмитрий «Судзуки» Судзиловский, Сергей «Пупок» Дидяев на акустической гитаре, Рушан Аюпов на баяне, Роман Мешков на басу, Юлиана Нестерова на барабанах, Павел Сладков «Конфеткин» на гитаре, Амир Валеев на тромбоне и Степан Житнов на саксофоне). Второе отделение — актуальный на 2020/2021 г. состав и более тяжёлое звучание (Дмитрий «Судзуки» Судзиловский, Сергей Левченко, Кирилл Горохов, Мирза Мирзоев и Олег Иваненко)
В 2020 и в 2021 году Тринадцатое Созвездие работает над записью новых (и старых в обновлённом звучании) песен, часть из которых получаются в тяжёлом, а часть в шансон звучании. Объявляя их релизы в интернете EP (мини альбомами) тем не менее, группа решает разбить их на два полноценных альбома (разных по звучанию), первый из которых выходит в свет в начале 2021 года, и называется «Песня без Берегов». По звучанию он больше относится к проекту «Судзуки и Сочувствующие», но Дмитрий Судзиловский сообщает, что объединяет дискографии Тринадцатого Созвездия и проекта Судзуки и Сочувствующие в одну дискографию. В ноябре 2020 года умер Менделеич (Дмитрий Стукалов). Поэтому как бонус трек к альбому «Песня без Берегов» добавлены две его песни (на стихи Сергея Дидяева), которые он сыграл и записал сам.
Новые песни в тяжелом звучании вначале 2023 года были объеденны в большой полноценный альбом "Бардак в Голове". Заглавная песня с этого альбома начинается со слов: "Я по наивности верил в любовь, а побеждала война" (песня посвящена войне России с Украиной). Одновременно с выходом этого альбома Дмитрий Судзиловский заявляет, что теперь состав группы "Тринадцатое Созвездие" состоит из него самого, объяснив это тем, что в России установился авторитарный режим, и он не имеет морального права подписывать под свои слова других участников группы. Летом 2023 года группа "Тринадцатое Созвездие" (по утверждению Дмитрия Судзиловского состоящая из него одного, и некоторых приглашённых музыкантов (имена которых не называются)) записывает и размещает в Интернете несколько антивоенных и антитоталитарных песен, авторства как самого Дмитрия, так и других известных авторов прошлого.

## Состав
В 2022 году Дмитрий Судзиловский заявляет (на официальном сайте группы и в своих социальных сетях), что в связи с изменившейся политической ситуацией в стране группа Тринадцатое Созвездие прекращает концертную деятельность, и он распускает состав группы. Что группа продолжит своё существование, но как студийный проект и в составе его одного, так как он "не имеет морального права подписывать под его слова и мысли других людей"

### Состав на начало 2022 года
- Дмитрий Судзиловский — вокал
- Кирилл Горохов — бас-гитара
- Олег Иваненко — гитара
- Сергей Левченко — ударные
- Мирза Мирзоев — труба

(на некоторых концертах с группой также выступали Роман Мешков, Рушан Аюпов, Амир Валеев и Степан Житнов)

### Бывшие участники
- Сергей Дидяев («Пупок»)
- Дмитрий Стукалов («Менделеич»)
- Андрей Белов
- Павел Сладков («Конфеткин»)
- Иван Тимошенко
- Роман Баранюк
- Юлиана Нестерова
- Сергей Винник
- Игорь («Гарик Ветерок») Коваленко
- Константин (Костик) Ребеченков
- Алексей Филатов («Филонов»)
- Ян Слуцкер («Батя»)
- Андрей Бунин (Атланов)
- Сергей Шумов («Барсик»)
- Павел Сальма
- Михаил Митрофанов («Майкл»)
- Игорь Зубов

## Дискография

### Номерные альбомы
- 1992 — «Новые края»
- 1992 — «Полигон»
- 1993 — «Неспетая песня»
- 1993 — «Где-то на земле»
- 1993 — «В гостях у сказки»
- 1994 — «Сон Никанора Ивановича»
- 1995 — «Понемногу становлюсь я дураком»
- 1996 — «Трепыхаться не стоит»
- 1996 — «Пошлость»
- 1998 — «Шансон»
- 1999 — «Театр-Live»
- 2000 — «Рэп русских равнин» (Пчела Love)
- 2000 — Проект «Временное Правительство», альбом «Союз 720»
- 2001 — «Колобок»
- 2005 — «А на нашей улице весна»[2][11]
- 2007 — «Принцип жёсткой нарезки»[3][5]
- 2008 — «Точка Невозврата» (Судзуки и Сочувствующие)
- 2009 — «Третий Рим»
- 2010 — «Я в пути» (Судзуки и Сочувствующие)
- 2011 — «Реабилитация Мозга»
- 2014 — «Мы отсюда родом»
- 2015 — «Война и Мир»
- 2016 — «Буря в стакане»
- 2018 — «Чужие среди своих»
- 2021 — «Песня без берегов» (Судзуки и Сочувствующие)
- 2022 — «Война» (сингл на Украинском языке)
- 2023 — «Бардак в голове»[12]

### Трибьюты и каверы
- Наив — Сэ-ля-ви (для альбома «Наивные песни»)
- Наив — А в цеху его нет (совместно с Кириллом Немоляевым, для альбома «Наивные песни»)
- E.S.T. — Терапия для души (для трибьюта группы E.S.T.)
- Аквариум — Держаться корней (для трибьют-альбома «Земля и небо» группы «Аквариум»)
- Булат Окуджава — 10-й наш десантный батальон (для пластинки «Мы Победили!»)
- Булат Окуджава — Песенка о голубом шарике (для альбома «Булат 95 Tribute»)
- Юрий Визбор — Леди (для альбома Визбор 85 tribute)

### Гостевое участие
- Total Twister Tomatos — Гости едут (гостевое участие Дмитрия «Судзуки» Судзиловского)
- Лосьон — Грязевые Ванны (альбом «Спорткостюм») — гостевое участие Дмитрия «Судзуки» Судзиловского
- Пурген — Климат (альбом «Трансформация идеалов») — гостевое участие Дмитрия «Судзуки» Судзиловского
- Элизиум — Словно Будда (альбом «Радуга Live») — гостевое участие Дмитрия «Судзуки» Судзиловского
- Наив — Пропаганда и реклама (альбом «Живой и невредимый») — гостевое участие Дмитрия «Судзуки» Судзиловского и Сергея «Пупка» Дидяева